# 愛と空白の共謀
『愛と空白の共謀』（あいとくうはくのきょうぼう）は、松本清張の短編小説。『女性自身』1958年12月12日号（創刊号）に掲載され、1959年7月に短編集『真贋の森』収録の1作として、中央公論社より刊行された。
過去4度テレビドラマ化されている。

## あらすじ
勝野章子の夫・俊吾は、隔月で大阪へ出張していたが、京都・下賀茂の旅館で急死した。章子は旅館へ向かい夫の亡骸と対面する。女将や女中たちの振る舞いは事務的で冷たさを感じたが、部屋の係り女中の言葉は優しく温かみがあった。
そのことがあって一年が過ぎ、章子は亡夫の同僚である福井秀治と親しくなり関係を持った。罪悪感に苛まれたが、章子の感情は福井秀治に傾斜する。そんな中、福井秀治の九州出張に章子はついていくが…。

## エピソード
- 日本近代文学研究者の藤井淑禎は、著者が女性誌に発表した小説中、先行する『箱根心中』や『遠くからの声』と比較し「不倫や浮気を糾弾することよりも、男の身勝手さのほうが俎上に載せられていたことが印象的（というか画期的）」「「三年前、必死の機知をもって夫の遺骸を妻に還してくれたH夫人」の心配りが、おそらくは章子の中で福井の（＝男の）身勝手さと対置され、「三年前の欺瞞に対しての憎しみは少しも起こらなかった」だけでなく、「不思議な親しみ」さえも生むことになったのではないか。もはや浮気とかよろめきとかいった世俗道徳レベルのことは問題ではない」と述べ、本作を「杓子定規な規範意識からの相対的な自由の確保や男女問題の見直しへとつながり、ミステリーの世界に新たな領域を切り開いていった」「変化をさらに強く感じさせる」作品と位置付けている[1]。

## テレビドラマ

### 1959年版
1959年9月4日、KRテレビ（現：TBS）系列の「サンヨーテレビ劇場」枠（22:00-22:45）にて放映。
キャスト
- 丹阿弥谷津子
- 金子信雄
- 村田扶美子

スタッフ
- 制作：KRテレビ

| KRT（現：TBS）系列 サンヨーテレビ劇場   | KRT（現：TBS）系列 サンヨーテレビ劇場 | KRT（現：TBS）系列 サンヨーテレビ劇場            |
| 前番組                                  | 番組名                                | 次番組                                           |
| --------------------------------------- | ------------------------------------- | ------------------------------------------------ |
| 船場の娘 （1959.8.28） - 織田作之助原作 | 愛と空白の共謀 （1959.9.4）           | シャモとゴタシン （1959.9.11 - 18） - 羽仁進原案 |

### 1961年版
1961年1月2日と1月9日、TBS系列の「ナショナル ゴールデン・アワー」枠（20:30-21:00）、「松本清張シリーズ・黒い断層」の1作として2回にわたり放映。
キャスト
- 奈良岡朋子
- 金子信雄
- 浦辺粂子
- 坪内美詠子
- 広岡三栄子

スタッフ
- 制作：東京テレビ

| TBS系列 ナショナルゴールデンアワー （松本清張シリーズ・黒い断層） | TBS系列 ナショナルゴールデンアワー （松本清張シリーズ・黒い断層） | TBS系列 ナショナルゴールデンアワー （松本清張シリーズ・黒い断層） |
| 前番組                                                            | 番組名                                                            | 次番組                                                            |
| ----------------------------------------------------------------- | ----------------------------------------------------------------- | ----------------------------------------------------------------- |
| 蒼い描点 （1960.11.21 - 12.26）                                   | 愛と空白の共謀 （1961.1.2 - 9）                                   | 失踪 （1961.1.16 - 30）                                           |

### 1966年版
1966年3月22日、関西テレビ制作・フジテレビ系列(FNS)の「松本清張シリーズ」枠（21:00-21:30）にて放映。
キャスト
- 高千穂ひづる
- 丹阿弥谷津子
- 大坂志郎

スタッフ
- 脚本：早坂暁
- 監督：水野匡雄
- 制作：関西テレビ

| 関西テレビ制作・フジテレビ系列 松本清張シリーズ | 関西テレビ制作・フジテレビ系列 松本清張シリーズ | 関西テレビ制作・フジテレビ系列 松本清張シリーズ |
| 前番組                                          | 番組名                                          | 次番組                                          |
| ----------------------------------------------- | ----------------------------------------------- | ----------------------------------------------- |
| 万葉翡翠 （1966.3.15）                          | 愛と空白の共謀 （1966.3.22）                    | 顔 （1966.3.29）                                |

### 1988年版
1988年9月12日、関西テレビ制作、フジテレビ系列(FNS)の「月曜サスペンス（松本清張サスペンス）」枠（22:00-22:54）にて放映。視聴率16.5％（ビデオリサーチ調べ、関東地区）。
キャスト
- 勝野章子：岡江久美子
- 福井秀治：井上順
- 勝野俊吾：清水章吾
- 福井兼子：白川和子
- 正子：浅利香津代
- 旅館の女将：阿井美千子
- 若林哲行
- 平井靖
- 田中弘史
- 鈴川法子
- 野呂瀬初美
- 和田かつら

スタッフ
- 脚本：大薮郁子
- 監督：松尾昭典
- 制作：関西テレビ、松竹、霧企画

| 関西テレビ制作・フジテレビ系列 月曜サスペンス（松本清張サスペンス） | 関西テレビ制作・フジテレビ系列 月曜サスペンス（松本清張サスペンス） | 関西テレビ制作・フジテレビ系列 月曜サスペンス（松本清張サスペンス） |
| 前番組                                                              | 番組名                                                              | 次番組                                                              |
| ------------------------------------------------------------------- | ------------------------------------------------------------------- | ------------------------------------------------------------------- |
| 潜在光景 （1988.9.5）                                               | 愛と空白の共謀 （1988.9.12）                                        | 拐帯行 （1988.9.19）                                                |